# Alson S. Clark

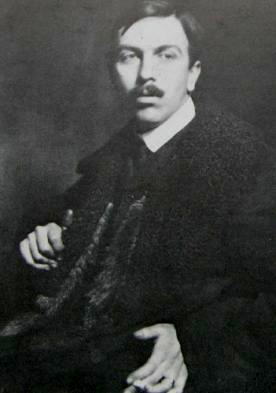
Retrato de Alson Clark

Alson Skinner Clark (25 de marzo de 1876-23 de marzo de 1949) fue un pintor impresionista estadounidense recordado por sus paisajes. También fue fotógrafo, pintor al aire libre, educador artístico y muralista.

## Infancia y formación
Nació el 25 de marzo de 1876 en Chicago, Illinois en el seno de una familia adinerada. Mostró talento artístico temprano y a los 11 años ya estaba tomando clases de arte en el Instituto de Arte de Chicago. Su educación artística incluyó una etapa de formación en la prestigiosa Académie Julian (1899). Además estudió en el atelier de William Merritt Chase y en la Chase School of Art y también en la Académie Carmen con James McNeill Whistler.

## Vida personal
En 1898 viajó a Francia y en 1902 regresó a Estados Unidos. En 1920 se casó con Atta Medora McMullin (1881-1962). Inmediatamente después se trasladaron al área de Arroyo Seco en Pasadena, California .
El 23 de marzo de 1949 murió mientras pintaba en su estudio en Pasadena, California. Tenía setenta y dos años de edad. Está enterrado en el cementerio Mountain View en Altadena, California.

## Carrera
Pasó gran parte de su carrera temprana trabajando en París y sirvió en el ejército de los Estados Unidos como fotógrafo aéreo durante la Primera Guerra Mundial. En la década de 1920, enseñó bellas artes en el Occidental College, y en 1919 fue director de la Stickney Memorial Art School en Pasadena.
Formó parte de la Sociedad de Artistas de Pasadena y del Club de Arte de California. Su obra se incluyó en la exposición Tonal Impressionism curada por Harry Muir Kurtzworth en 1937, junto con las obras de Frank Tenney Johnson, Frank Tolles Chamberlain y Theodore Lukits, que se llevó a cabo en la Galería de la Asociación de Arte de Los Ángeles en la Biblioteca Pública de Los Ángeles.

### Murales
Además de pinturas de paisajes, pintó murales para el Carthay Circle Theatre de Los Ángeles y el telón del Pasadena Playhouse, que representa un galeón español a toda vela.
Todavía se puede ver un grupo de murales terminados en 1929 en el antiguo 1st Trust & Savings Bank en el 587 East Colorado Boulevard en Pasadena, California. Los murales consisten en cuatro paneles de aproximadamente diez pies de altura, cada uno de los cuales representa una importante industria del sur de California: la extracción de petróleo, el cultivo de cítricos, el cine y el transporte marítimo.

## Pinturas seleccionadas

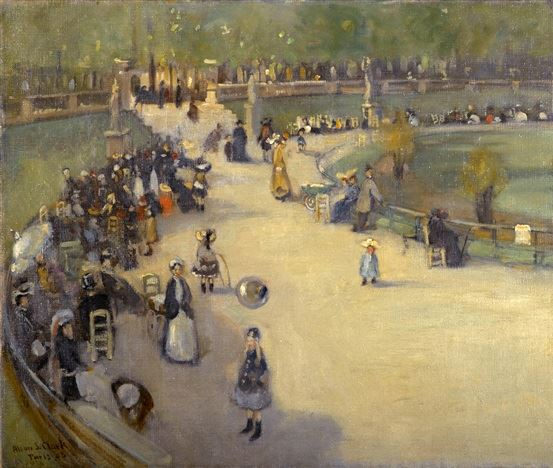
Jardines de Luxemburgo
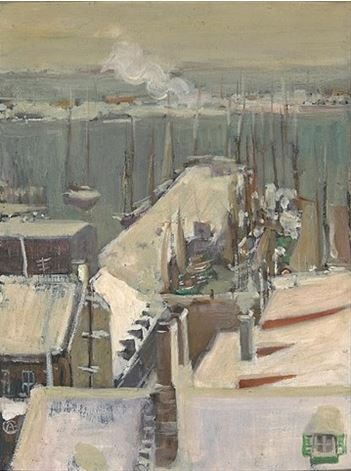
Cuenca congelada, Quebec
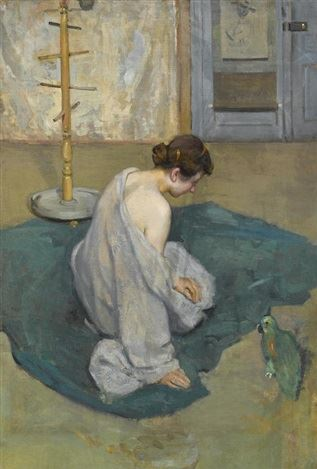
En el estudio
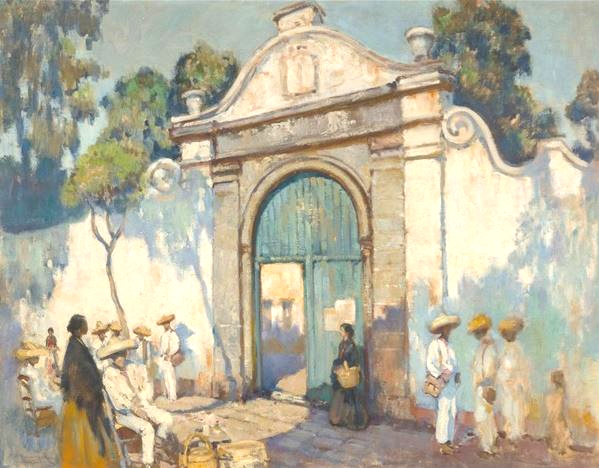
Figuras fuera del muro de la misión
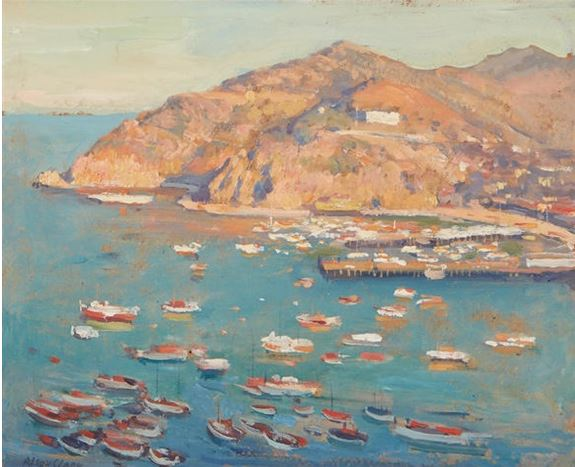
Bahía Catalina